# Eospalax
Eospalax is een geslacht van zoogdieren uit de familie Spalacidae. De wetenschappelijke naam van het geslacht werd in 1938 gepubliceerd door Glover Morrill Allen.

## Soorten
Er worden 7 soorten in dit geslacht geplaatst:
- Eospalax baileyi (O. Thomas, 1911)
- Eospalax cansus (Lyon, 1907)
- Eospalax fontanierii (Milne-Edwards, 1867)
- Eospalax muliensis Zhang Tao, Chen Zhongzheng, & Shi Peng, 2022
- Eospalax rothschildi (O. Thomas, 1911)
- Eospalax rufescens (J. A. Allen, 1909)
- Eospalax smithii (O. Thomas, 1911)